# Tim Phillipps
Tim Phillipps es un actor australiano nacido el 16 de febrero de 1989 en Adelaida, Australia Meridional. Es conocido por haber interpretado al Príncipe Thomas/Sean Herman en Once Upon a Time, a Grant en The Secret Circle y a Daniel Robinson en la serie Neighbours.

## Biografía
Phillips nació en Adelaida, Australia en 1989. Después de la secundaria, fue a la Universidad para estudiar Economía, pero solo duró 7 meses antes de que se diera cuenta que yendo en la dirección opuesta a la que quería ir en realidad, por lo que entró a un concurso de búsqueda de talentos, en el que fue descubierto.
Tim comenzó a salir con la actriz estadounidense Jessica Lee Rose, en marzo del 2016 se anunció que la pareja se había comprometido y finalmente se casaron a principios del 2017. El 8 de julio del 2019 se anunció que la pareja estaba esperando a su primer bebé juntos.

## Carrera
Desde 2007, comenzó a hacer pequeñas apariciones en series de televisión de Australia como Neighbours, Underbelly, Rush y Home and Away, hasta que obtuvo un papel importante en Bed of Roses, en 2008.
En 2010, Phillipps apareció en el filme Animal Kingdom.
Actualmente reside en Los Ángeles, lugar al que se mudó para hacer crecer su carrera como actor, así, en 2011 consiguió el personaje del Príncipe Thomas/Sean Herman en la serie de la ABC, Once Upon a Time y en 2012 interpretó a Grant en la serie de la CW, The Secret Circle.
En 2012 debutó en la pantalla grande estadounidense con el thriller Liars All al lado de Matt Lanter y Sara Paxton.
Además interpretó a la nueva versión de Dante en DmC: Devil May Cry y PlayStation All-Stars Battle Royale.
El 29 de abril de 2014 se unió al elenco principal de la serie australiana Neighbours donde interpreta a Daniel Robinson, el hijo mayor de Scott Robinson y Charlene Ramsay, y sobrino de Paul Robinson. A mediados de abril del 2016 se anunció que Tim dejaría la serie el 26 de abril del mismo año.

## Filmografía
| Cine              | Cine                                | Cine                        | Cine                           |
| Año               | Película                            | Rol                         | Notas                          |
| ----------------- | ----------------------------------- | --------------------------- | ------------------------------ |
| 2010              | Animal Kingdom                      | Const. Daniel Horden        |                                |
| 2012              | Liars All                           | Billy                       |                                |
| 2013              | Lemon Tree Passage                  | Geordie Whittle             |                                |
| 2014              | Chasing the Devil                   |                             |                                |
| Televisión        |                                     |                             |                                |
| Año               | Título                              | Rol                         | Notas                          |
| 2007              | Neighbours                          | Fox Cameron                 | 7 episodios                    |
| 2008              | Underbelly                          | Damien                      | 1 episodio                     |
| 2008-2009         | Rush                                | Aden Geddes/Ben             | 2 episodios                    |
| 2008-2010         | Bed of Roses                        | Sean Smithwick              | 14 episodios                   |
| 2009              | Home and Away                       | Archie Maddocks             | 1 episodio (como Tim Phillips) |
| 2011, 2012, 2016- | Once Upon a Time                    | Príncipe Thomas/Sean Herman | 2 episodios                    |
| 2011-2012         | Chopper                             | Eric                        | miniserie                      |
| 2012              | The Secret Circle                   | Grant                       | 5 episodios                    |
| 2014-2016         | Neighbours                          | Daniel Robinson             | Elenco principal               |
| Series web        |                                     |                             |                                |
| Año               | Título                              | Rol                         | Notas                          |
| 2013              | The Cheerleader Diaries             | Harrison Simmons            | Elenco principal               |
| Videojuegos       |                                     |                             |                                |
| Año               | Título                              | Rol                         | Notas                          |
| 2012              | PlayStation All-Stars Battle Royale | Dante                       | Voz (como Tim Phillips)        |
| 2013              | DmC: Devil May Cry                  | Dante                       | Voz                            |